# Iva Prćić
Iva Prćić (Subotica, 17. veljače 1987.) srbijanska je košarkašica članica srbijanske košarkaške reprezentacije. Igra na poziciji 2 (beka).

## Karijera
Iva Prćić rođena je u Subotici u obitelji vojvođanskih Hrvata. Košarku je prvo igrala u subotičkom Spartaku, a poslije je prešla u beogradsku Crvenu zvezdu od jeseni 2005. do 2008. godine.Od jeseni 2009. igra opet za subotički Spartak iz kojeg je otišla krajem sezone.

## Reprezentacija
Za reprezentaciju Srbije i Crne Gore nastupala je još od kadetskih kategorija. Igrala je za reprezentaciju do 16 i do 18 godina. S njima je 2003. i 2005. godine osvojila naslov europskih prvakinja.2003. su u četvrtfinalu tijesno pobijedile Hrvatsku - 56:55. 2004. je na EP do 18 godina bila četvrta.
2005. se pokazala i na svjetskoj smotri u tuniškom Nabeulu. Na tom svjetskom prvenstvu do 19 godina osvojila je srebrnu medalju. 
S reprezentacijom Srbije i Crne Gore do 20 godina starosti 2006. osvojila je srebrnu medalju na europskom prvenstvu u Druškininkaiju u Litvi.
Dobila je posebno športsko priznanje Grada Subotice za ostvarene športske rezultate u 2005. godini. Žiri su činili: predsjednik Andrija Romić te članovi žirija Mile Mileusnić, Atila Kikić, Aleksandar Matković, Mirko Lazić, Mirko Matlari, Laslo Bala, Josip Marković, Zoran Kalinić, Momir Ćirić, Akoš Budinčević, Dragica Pavlović, Marta Bašić i Nikola Stantić.